# Xã Elk, Quận Noble, Ohio
Xã Elk (tiếng Anh: Elk Township) là một xã thuộc quận Noble, tiểu bang Ohio, Hoa Kỳ. Năm 2010, dân số của xã này là 333 người.